# Jake Layman
Jake Douglas Layman (* 7. März 1994 in Norwood (Massachusetts)) ist ein US-amerikanischer Basketballspieler.

## Laufbahn
Layman stammt von sportlichen Eltern ab: Seine Mutter spielte an der University of Maine Basketball und sein Vater an derselben Hochschule Baseball. An der King Philip Regional High School in Wrentham (US-Bundesstaat Massachusetts) erzielte Jake Layman im Spieljahr 2011/12 26 Punkte je Begegnung, blockte im Durchschnitt fünf gegnerische Würfe pro Partie und bereitete je Einsatz vier Korberfolge seiner Mitspieler vor. Seine Leistungen weckten das Interesse mehrerer Hochschulmannschaft, Layman gab der University of Maryland seine Zugabe und entschied sich gegen das Boston College, die University of Iowa sowie die University of Notre Dame.
Zwischen 2012 und 2016 trug er in 141 Spielen die Farben der University of Maryland und erzielte im Schnitt 11,6 Punkte je Begegnung. Layman wies seine Treffsicherheit beim Ferndistanzwurf nach und traf 198 seiner 547 Dreipunktewürfe, was einer Erfolgsquote von 36,2 Prozent entspricht. Seinen besten Punkteschnitt erreichte der Flügelspieler während der Saison 2014/15 mit 12,5 je Begegnung.
Die Orlando Magic sicherten sich im Draftverfahren der NBA im Juni 2016 die Rechte an Layman, ließen ihn in der zweiten Auswahlrunde an insgesamt 47. Stelle aufrufen, einigten sich aber am selben Tag mit den Portland Trail Blazers auf einen Wechsel des Flügelspielers nach Oregon. Anfang Juli 2016 wurde er von Portland mit einem Dreijahresvertrag ausgestattet. In der Saison 2016/17 sammelte Layman in acht Partien Erfahrung bei den Windy City Bulls in der NBA D-League, während er sich in Portland mit geringer Einsatzzeit begnügen musste. Erst im Spieljahr 2018/19 wurden ihm in der NBA höhere Spielanteile zugestanden (18,7 Minuten/Spiel), die er für durchschnittlich 7,6 Punkte je Begegnung nutzte.
Im Juli 2019 wurde Layman von den Minnesota Timberwolves unter Vertrag genommen. Er spielte bis 2022 für die Mannschaft. 2023 scheiterte ein Wechsel zum spanischen Erstligisten Bàsquet Manresa, da Layman bei der sportärtzlichen Untersuchung durchfiel. Er unterzog sich dann wegen eines Bandscheibenvorfalls einem Eingriff. Im Sommer 2023 nahm er ein Angebot der Seahorses Mikawa aus Japan an.

### Nationalmannschaft
Layman wurde 2012 mit der Nationalmannschaft der Vereinigten Staaten U18-Amerikameister und erzielte im Turnierverlauf 7,6 Punkte je Begegnung.

## Karriere-Statistiken

### NBA

#### Hauptrunde
| Saison  | Team      | GP  | GS | MPG  | FG % | 3P % | FT % | RPG | APG | SPG | BPG | PPG |
| ------- | --------- | --- | -- | ---- | ---- | ---- | ---- | --- | --- | --- | --- | --- |
| 2016–17 | Portland  | 35  | 1  | 7.1  | .292 | .255 | .765 | 0.7 | 0.3 | 0.3 | 0.1 | 2.2 |
| 2017–18 | Portland  | 35  | 1  | 4.6  | .298 | .200 | .667 | 0.5 | 0.3 | 0.2 | 0.1 | 1.0 |
| 2018–19 | Portland  | 71  | 33 | 18.7 | .509 | .326 | .704 | 3.1 | 0.7 | 0.4 | 0.4 | 7.6 |
| 2019–20 | Minnesota | 23  | 2  | 22.0 | .453 | .333 | .750 | 2.5 | 0.7 | 0.7 | 0.4 | 9.1 |
| 2020–21 | Minnesota | 45  | 11 | 13.9 | .495 | .295 | .703 | 1.5 | 0.6 | 0.6 | 0.4 | 5.1 |
| 2021–22 | Minnesota | 34  | 1  | 6.8  | .411 | .229 | .722 | 1.1 | 0.3 | 0.2 | 0.1 | 2.4 |
| Gesamt  | Gesamt    | 243 | 49 | 12.8 | .460 | .300 | .719 | 1.7 | 0.5 | 0.4 | 0.3 | 4.8 |

#### Play-offs
| Saison  | Team     | GP | GS | MPG | FG %  | 3P %  | FT % | RPG | APG | SPG | BPG | PPG |
| ------- | -------- | -- | -- | --- | ----- | ----- | ---- | --- | --- | --- | --- | --- |
| 2016–17 | Portland | 2  | 0  | 8.0 | .500  | 1.000 | .500 | 0.5 | 0.5 | 0.5 | 0.0 | 3.0 |
| 2017–18 | Portland | 1  | 0  | 8.0 | 1.000 | —     | —    | 1.0 | 1.0 | 2.0 | 0.0 | 6.0 |
| 2018–19 | Portland | 6  | 0  | 3.3 | .143  | .000  | .750 | 0.7 | 0.0 | 0.0 | 0.0 | 0.8 |
| Gesamt  | Gesamt   | 9  | 0  | 4.9 | .429  | .167  | .667 | 0.7 | 0.2 | 0.3 | 0.0 | 1.9 |